# Takhtgāh-e Dānīāl
Takhtgāh-e Dānīāl (persiska: تختگاه دانیال) är en ort i Iran.   Den ligger i provinsen Kermanshah, i den västra delen av landet, 500 km väster om huvudstaden Teheran. Takhtgāh-e Dānīāl ligger 1 454 meter över havet och antalet invånare är 263.
Terrängen runt Takhtgāh-e Dānīāl är lite kuperad. Runt Takhtgāh-e Dānīāl är det ganska tätbefolkat, med 60 invånare per kvadratkilometer. Närmaste större samhälle är Kūzarān-e Sanjābī, 13,4 km öster om Takhtgāh-e Dānīāl. Trakten runt Takhtgāh-e Dānīāl består i huvudsak av gräsmarker.